# Lomographa costijuncta
Lomographa costijuncta är en fjärilsart som beskrevs av Edward Alfred Cockayne 1950. Lomographa costijuncta ingår i släktet Lomographa och familjen mätare. Inga underarter finns listade i Catalogue of Life.